# Янош I Баторі
Янош I Баторі (угор. Bátori János, д/н — 1350) — державний і військовий діяч Угорського королівства.

## Життєпис
Походив з угорського роду Баторі. Старший син Берека Баторі, судді комітату Сатмар. Опанував військову науку під проводом батька. Став прихильником короля Карл Робера Анжуйського.
1312 року брав участь на боці короля в битві біля Розган'ї. 1315 році залишився вірним королеві під час повстання палатина Копаса Борши. У 1316 року героїчно захищав замок Гілвач проти повсталих. У 1317 році приєднався до королівського війська на чолі з Доссою Дебречені, яке завдало повсталим нищівної поразки в битві під Дебреценом. У нагороду за звитягу Янош Баторі стає ішпаном біхарського комітату. У 1319 році брав участь у поході проти повсталого клану Кан в Трансильванії.
У 1322 році після смерті батька розпочав з братами поділ родинних маєтностей, що було завершено у 1325 році. 1330 року спільно з братами отримав королівській привілей судити осіб, що мешкали в їхніх землях лише власним судом. Того ж року брав участь у поході проти Волощини, де на зворотньому шляху угорці в битві під Посадою зазнали нищівної поразки від господаря Басараба I. При цьому Янош потрапив у полон, а його брат Льокьош загинув.
Звільнився приблизно за півроку. Вже у 1329 і 1331 року отримав від короля нові маєтності. 1336 року призначено надішпаном комітату Сатмар (до 1339 року). Водночас значно розширив власні володіння. 1343 року стає біхарським надішпаном. Помер 1350 року.

## Родина
- Іштван
- Дйордь (д/н—1364), засновник гілки Баторі-Шімолін
- Ласло (д/н—1379), надішпан Сабольча